# Axel Springer SE

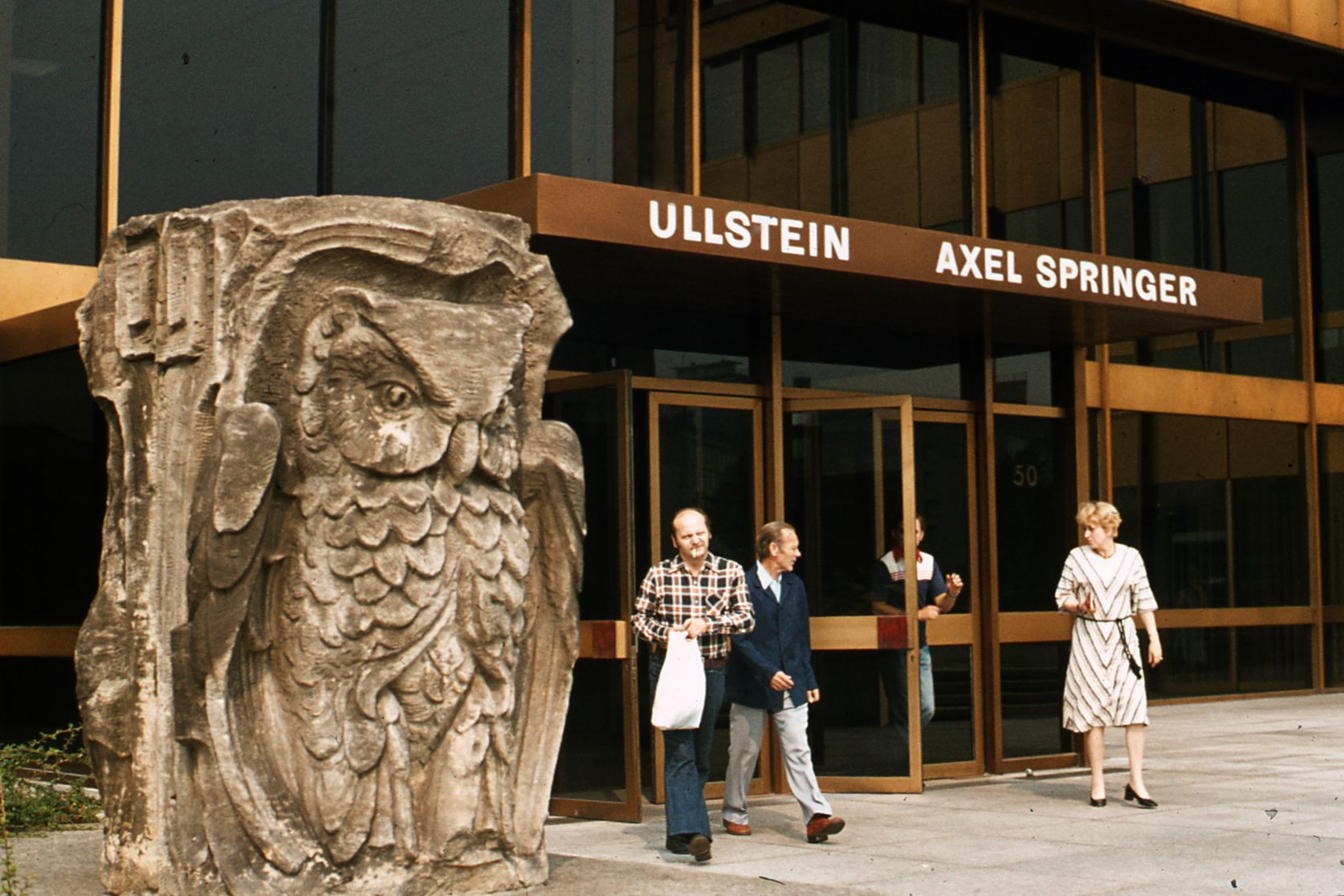
Vchod do centrály Axel Springer AG v Západním Berlíně se sochou sovy od Fritze Klimsche (1977)

Axel Springer SE je německé (mj. i digitální) vydavatelství, největší v Evropě, vlastnící řadu mediálních značek, jako jsou Bild, Die Welt a Fakt. Zaměstnává více než 15 000 lidí. V roce 2015 společnost dosáhla obratu přes 3,3 miliardy eur a měla hrubý zisk 559 milionů eur. Digitální média přispívají k obratu 60 % a k hrubému zisku téměř 70 %. Zdroje příjmů společnosti lze seskupit do tří segmentů: předplatné, reklama a placená inzerce.
Axel Springer SE má sídlo v Berlíně, nicméně obchodní aktivity má ve více než 40 zemích, prostřednictvím poboček, společných podniků a licencí.

## Historie
Společnost byla založena na přelomu let 1946/1947 novinářem Axelem Springerem. Jejím současným generálním ředitelem je Mathias Döpfner, na něhož vdova po Axelu Springerovi, Friede Springer, přenesla voličská práva za svůj majetkový podíl 22,5 % na akciovém kapitálu společnosti. Největším akcionářem je však v současnosti americká investiční společnost Kohlberg Kravis Roberts (KKR) se 47,6 % akcií. 
Společnost Axel Springer SE je jedním z největších vydavatelů v Evropě. Má také největší podíl na německém novinovém trhu. Podle údajů z roku 2004 to bylo 23,6 %, zejména díky vlajkovému deníku Bild, který má jednu z nejvyšších cirkulaci v celé Evropě. Denně je do prodeje dáno 1,2 milionu výtisků tohoto bulvárního deníku. V roce 2004 se odhadovalo, že Bild čte více než 12 milionů čtenářů. Kromě těchto novin vydává Axel Springer SE v Berlíně také deník Die Welt.

## Vlastnická struktura
Vlastnická struktura této akciové společnosti podle evropského práva je následující:
- 47,6 % společnost Kohlberg Kravis Roberts & Co. (KKR)
- 22,5 % Friede Springer, vdova po Axelu Springerovi, její hlasovací práva byla přenesena na Mathiase Döpfnera
- 21,9 % Mathias Döpfner, generální ředitel a předseda představenstva
- 5,0 % Axel Sven Springer, syn Axela Springera a Friede Springerové
- 3,0 % ostatní akcionáři

## Noviny, časopisy, online média

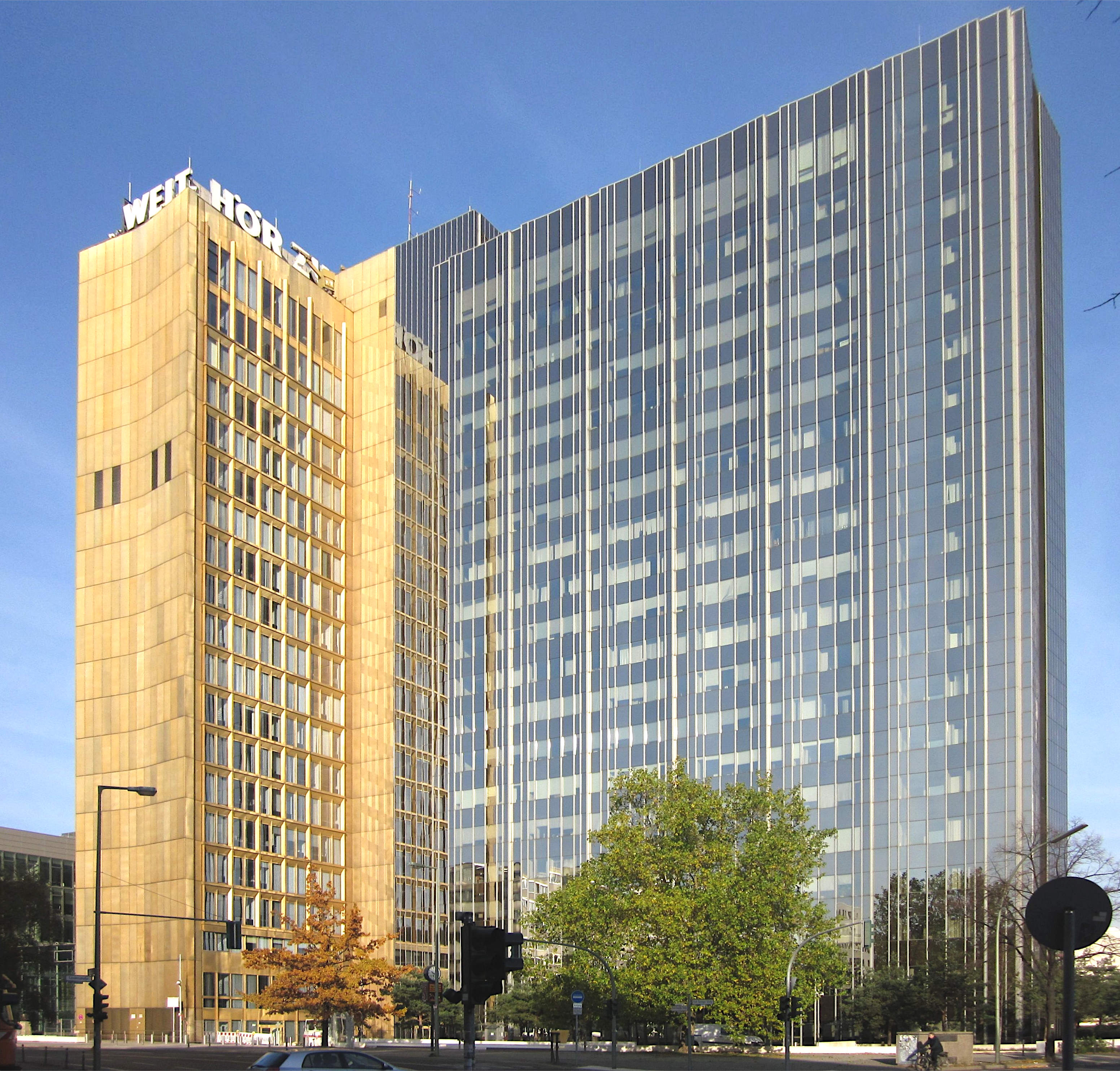
Boční pohled na centrálu společnosti Axel Springer SE v Berlíně-Kreuzbergu

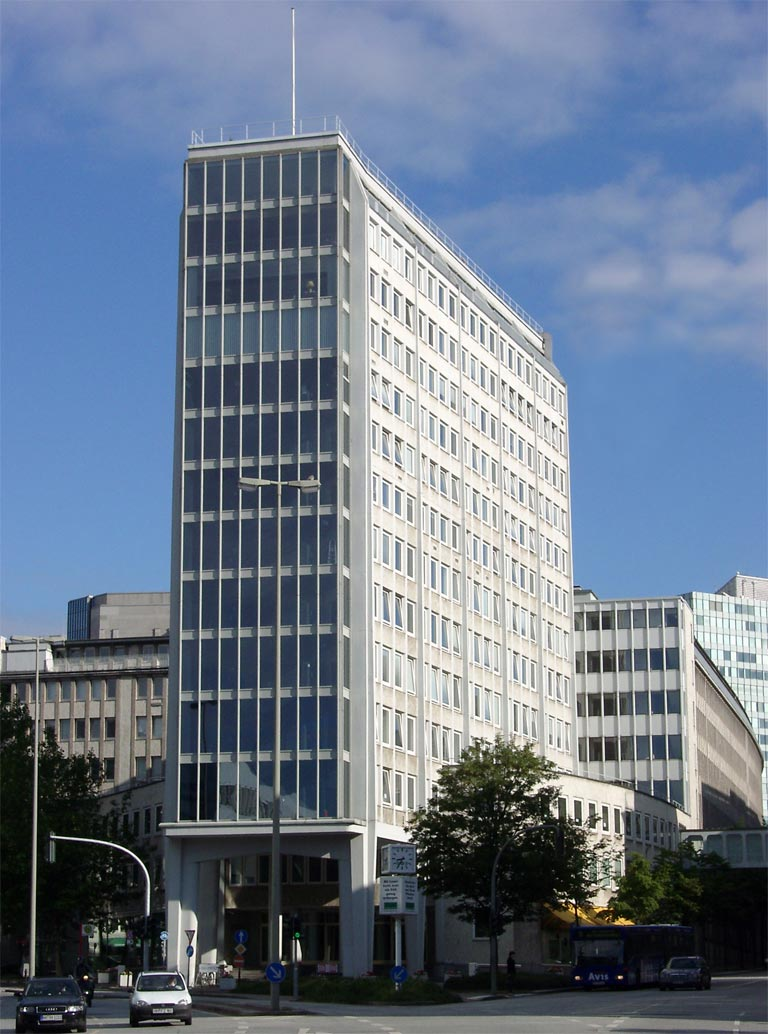
Budova společnosti v Hamburku

Mediální nabídka Axel Springer SE je seskupena do následujících segmentů: aktuální zpravodajství, automobily, sport, počítače a spotřební elektronika a životní styl.

## Výběr z publikací
- Die Welt, intelektuální vlajková loď společnosti
- Bild, tabloid s největším nákladem v Evropě
- Politico, významný, původně americký, politický portál
- Berliner Morgenpost, berlínský deník
- Auto Bild, automobilové magazíny s největším nákladem v Evropě
- Audio Video Foto Bild, časopis pro spotřební elektroniku
- Computer Bild, best-seller v Evropě, publikován v 9 zemích
- Sport Bild, nejrozšířenější sportovní časopis v Evropě
- Auto.cz, největší český internetový portál o autech, zahrnující RoadLook.tv, začínající také na Slovensku a v Polsku
- Fakt, nejčtenější polský denník-tabloid
- B.Z., místní noviny
- Watchmi, TV s možností přizpůsobení vyhledávání obsahu[3]
- Musikexpress, měsíčník o hudbě
- německá edice časopisu Rolling Stone
- Transfermarkt, web s fotbalovými statistikami
- Business Insider, web s novinkami z byznysu, o celebritách a o nových technologiích
- INSIDER, publikace o životním stylu
- UPDAY

## Konkurence
K hlavním konkurentům společnosti na německém vydavatelském trhu patří: Bauer Media Group, Bertelsmann, Hubert Burda Media a Holtzbrinck.